# Canton de Béthune-Est
Le canton de Béthune-Est est une division administrative française située dans le département du Pas-de-Calais et la région Nord-Pas-de-Calais.

## Géographie

Le canton de Béthune-Est dans l'arrondissement de Béthune

Ce canton est organisé autour de Béthune dans l'arrondissement de Béthune. Son altitude varie de 15 m (La Couture) à 47 m (Hinges) pour une altitude moyenne de 24 m.

## Histoire
Ce canton a été créé en 1992.[réf. nécessaire]

## Administration
| Période | Période | Identité        | Étiquette   | Qualité                                                                                   |
| ------- | ------- | --------------- | ----------- | ----------------------------------------------------------------------------------------- |
| 1992    | 1998    | Jean Vanrullen  | PS puis DVG | Opticien Maire-adjoint de Béthune                                                         |
| 1998    | 2004    | André Delory    | PS          | Directeur de caisse d'épargne Maire d'Hinges                                              |
| 2004    | 2015    | Raymond Gaquère | PS          | Retraité de la fonction publique Maire de La Couture Élu en 2015 dans le Canton de Beuvry |

## Composition
| Communes         | Population (2012) | Code postal | Code Insee |
| ---------------- | ----------------- | ----------- | ---------- |
| Béthune          | 27 808            | 62400       | 62119      |
| La Couture       | 2 249             | 62136       | 62252      |
| Essars           | 1 732             | 62400       | 62310      |
| Hinges           | 2 003             | 62232       | 62454      |
| Locon            | 2 233             | 62400       | 62520      |
| Vieille-Chapelle | 697               | 62136       | 62851      |

1. ↑  Fraction de commune.

## Démographie
| 1962 | 1968 | 1975 | 1982 | 1990 | 1999 | 2009 |
| ---- | ---- | ---- | ---- | ---- | ---- | ---- |
| -    | -    | -    | -    | -    | -    | -    |